# Chợ Mới, Thái Nguyên
Chợ Mới là một xã thuộc tỉnh Thái Nguyên, Việt Nam.

## Địa lý
Xã Chợ Mới có vị trí địa lý:
- Phía đông giáp xã Yên Bình và xã Thần Sa
- Phía tây giáp xã Yên Trạch và xã Phượng Tiến
- Phía nam giáp xã Phú Lương và xã Văn Lăng
- Phía bắc giáp xã Thanh Thịnh.

Xã Chợ Mới có diện tích 118,98 km², dân số năm 2025 là 14.219 người.
Trên địa bàn có quốc lộ 3 và đường Thái Nguyên - Chợ Mới chạy qua, là cửa ngõ phía nam của tỉnh Bắc Kạn cũ. Sông Chợ Chu chảy từ phía tây hợp lưu với sông Cầu trên địa bàn xã.

## Lịch sử
Ngày 10 tháng 1 năm 2020, Ủy ban Thường vụ Quốc hội ban hành nghị quyết về việc sắp xếp các đơn vị hành chính cấp xã thuộc tỉnh Bắc Kạn (có hiệu lực từ ngày 1 tháng 2 năm 2020), theo đó sáp nhập toàn bộ diện tích và dân số của xã Yên Đĩnh (diện tích là 20,34 km², dân số là 3.150 người) vào thị trấn Chợ Mới (diện tích 2,33 km², dân số là 2.703 người) để thành lập thị trấn Đồng Tâm.
Tháng 6 năm 2025, xã Chợ Mới được thành lập trên cơ sở nhập toàn bộ diện tích tự nhiên, quy mô dân số của thị trấn Đồng Tâm (diện tích tự nhiên là 22,82 km², dân số là 6.457 người), xã Quảng Chu (diện tích tự nhiên là 49,57 km², dân số là 4.589 người) và xã Như Cố (diện tích tự nhiên là 46,59 km², dân số là 3.173 người) của huyện Chợ Mới. Trụ sở làm việc của xã nằm tại thị trấn Đồng Tâm cũ.

## Hành chính
Đến năm 2019, thị trấn Chợ Mới có năm tổ dân phố là 1, 2, 5, 6, 7.
Xã Yên Đĩnh có 10 thôn là Làng Dao, Nà Mố, Nà Khon, Bản Tèng, Suối Hón, Tồng Cổ, Nặm Bó, Pắc San 1, Pắc San 2, Nà Hin.
Xã Như Cố có 11 thôn là Bản Quất, Nà Luống
Bản Cầy, Khuổi Chủ, Nà Chào, Khuân Bang, Nà Tào, Nà Roòng, Khuổi Hóp, Khuân Tèng, Bản Nưa.
Xã Quảng Chu có 13 xóm là Làng Chẽ, Làng Điền, Đồng Luông, Đèo Vai 1, Bản Đén 1, Bản Đén 2, Đèo Vai 2, Bản Nhuần 1, Bản Nhuần 2, Cửa Khe, Con Kiến, Nà Lằng, Nà Choọng.